# Băncești (okręg Vaslui)
Băncești – wieś w Rumunii, w okręgu Vaslui, w gminie Voinești. W 2011 roku liczyła 213 mieszkańców.